# モーニング娘。の歴史

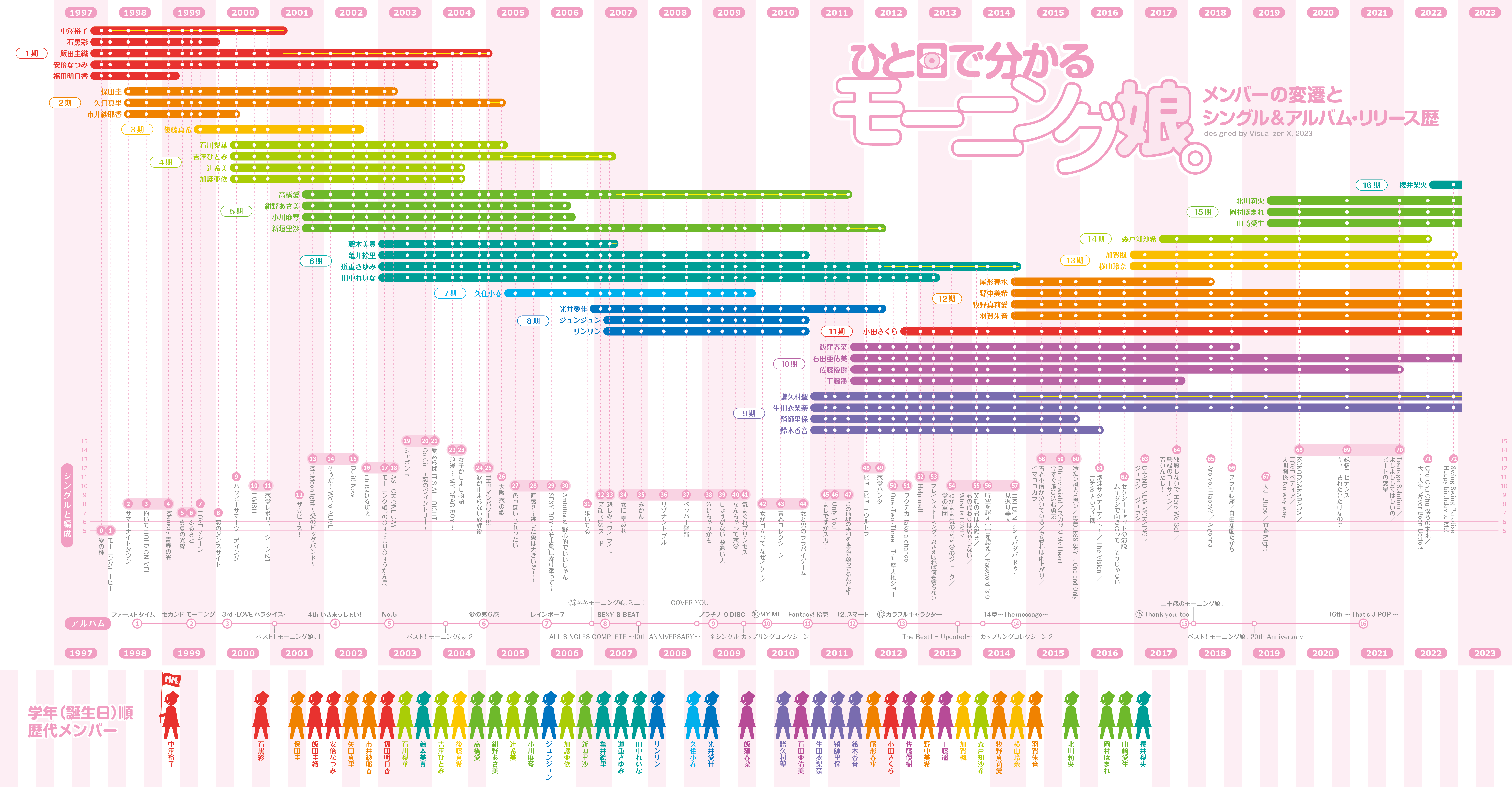
モーニング娘。のメンバーの変遷とシングルおよびアルバムのリリース歴

モーニング娘。の歴史（モーニングむすめのれきし）では、モーニング娘。の歴史について記述する。

## 1997年
- 9月7日、テレビ東京系のオーディション番組『ASAYAN』内において同年4月から行われていた「シャ乱Q女性ロックボーカリストオーディション」の優勝者が平家みちよに決まった。しかしつんくは、番組内で、最終選考で落選した中澤裕子、石黒彩、飯田圭織、安倍なつみ、福田明日香の5人も良かったということで、もしCDを5日間で5万枚売り切ることができたら、この5人でユニットを作り、メジャーデビューさせると発表する。
- 9月14日、『ASAYAN』の放送で、つんくから、この5人のユニット名が「モーニング娘。」に決まったと発表される。
  - ユニット名が決定した「9月14日」が、モーニング娘。の公式誕生日となっている[1]。
- 11月3日、大阪・HMV心斎橋店を皮切りに、インディーズシングル『愛の種』を全国5都市で手売り販売するキャンペーンをスタートさせる。
  - 初日となったこの日は、同店で15,612枚を手売りした。これは、HMVの1日1店舗における1タイトルの売り上げ世界記録となった。
  - 11月9日には福岡のHMVキャナルシティ店とHMV天神店で2日目を行い9,004枚、11月24日には札幌・キリンビール園で3日目を行い14,853枚をそれぞれ売り上げた。
- 11月30日、キャンペーン4日目となったこの日、ナゴヤ球場で9,533枚を売り上げ、目標の5万枚を完売し、メジャーデビューが決定した。
- 12月7日、『ASAYAN』の放送で、シャ乱Qのマネージャー・和田薫より、モーニング娘。が翌年1月28日にメジャーデビューし、それにあたってのプロデュースをつんくが担当すると発表された。
  - これ以降、モーニング娘。のプロデュースはつんくが担当することになる。
  - 『ASAYAN』では、モーニング娘。がデビューするまでの様子を密着ドキュメンタリーとして放送した。デビューが決定して以降もそれは続き、レコーディング、パート割争奪戦、追加メンバーオーディションなどの様子が毎週放送され、グループのブレイクに貢献していく。

## 1998年
- 1月26日、平家みちよおよびモーニング娘。の合同ファンクラブ「Hello!」が設立される。
- 1月28日、シングル『モーニングコーヒー』でメジャーデビューを果たす。同作品は、オリコンシングルチャートで初登場6位を獲得した。
- 4月7日 - 6月30日、テレビ東京系にて、初主演テレビドラマ『太陽娘と海』（平家みちよと共演）が放送される。
- 5月3日、『ASAYAN』の放送で、保田圭、矢口真里、市井紗耶香が2期メンバーとしてモーニング娘。に加入すると発表された。8人体制となった。
- 5月27日、2ndシングル『サマーナイトタウン』を発売した。同作品はオリコンシングルチャート初登場4位を獲得した。
- 7月12日、渋谷公会堂で、モーニング娘。と平家みちよの初めてのコンサート『Hello!』が行われた。
- 8月5日、中澤裕子がシングル『カラスの女房』で演歌歌手としてソロデビューした。同作品はオリコン演歌チャートで初登場1位を獲得した。
- 8月18日、初主演映画『モーニング刑事。抱いてHOLD ON ME!』の上映が開始される。
- 9月6日、新聞のラテ欄で、初めて「モー娘。」という略称表記が登場する。
- 9月9日、3rdシングル『抱いてHOLD ON ME!』を発売した。同作品は、オリコンシングルチャートでグループ初の週間1位を獲得した。
  - オリコンカラオケチャートでは8週連続1位を達成した。
- 10月18日、『ASAYAN』の放送で、初のグループ内ユニット「タンポポ」の結成が発表される。
  - メンバーは、石黒彩、飯田圭織の2人に加え、2期メンバー3人の中からオーディションで矢口真里が選ばれた。
  - タンポポは、11月18日にシングル『ラストキッス』でデビューした。
- 12月31日、「抱いてHOLD ON ME!」で、『第40回日本レコード大賞』最優秀新人賞を受賞した。
- 同日、『第49回NHK紅白歌合戦』に初出場を果たし、「抱いてHOLD ON ME!」を歌った。

## 1999年
- 1月17日、『ASAYAN』の放送で、福田明日香が学業優先を理由にモーニング娘。を脱退すると表明した。
  - 『ASAYAN』の放送では「脱退」という表現が使われたが、2007年9月に出版された公式本『モーニング娘。誕生10年記念本』には「卒業」と表記されている。これは、石黒彩、市井紗耶香に関しても同様である。
- 2月10日、4thシングル『Memory 青春の光』リリース（オリコン最高2位）。
- 3月21日、初の全国ツアー『モーニング娘。 '99 Memory 青春の光ツアー』をスタートさせた。同ツアーは7都市、19公演で約4万人を動員した。
- 4月1日、ファンクラブの名称が「Hello!」から「Hello! Project」に改称された。
  - その後、「Hello! Project」（「ハロー!プロジェクト」）は、アップフロントグループに所属し、つんくがプロデュースする女性歌手集団のことを指すようになる。
- 4月18日、東京厚生年金会館で行われた『モーニング娘。 '99 Memory 青春の光ツアー』最終公演にて、福田明日香がモーニング娘。およびハロー!プロジェクトを卒業した。7人体制となった。
- 5月12日、5thシングル『真夏の光線』リリース（オリコン最高3位）。
- 6月27日、『ASAYAN』の放送で、6thシングル『ふるさと』と、同じ『ASAYAN』出身で小室哲哉プロデュースである鈴木あみのシングル『BE TOGETHER』が7月14日に同日発売となり、同じ『ASAYAN』からデビューしたアーティスト同士の直接対決になると煽られた。
  - 7月25日の『ASAYAN』で、『BE TOGETHER』がオリコン週間1位だったのに対し、『ふるさと』が同5位だったと発表され、メンバーの悔しがる様子が放送された。
- 8月14日 - 26日、「Hello! Project」の名前を冠した初めての合同コンサート『Hello! Project '99』が3都市で行われ、モーニング娘。も参加した。
- 8月22日、『ASAYAN』の放送で、後藤真希が3期メンバーとしてモーニング娘。に加入すると発表された。8人体制となった[2][3]。
- 9月9日、7thシングル『LOVEマシーン』を発売した[4]。同作品は、オリコン週間シングルチャートで3週連続1位を記録すると、最終的に累計約164万枚を売り上げ、グループ最大のヒット曲となった。また、オリコンカラオケチャートでも当時の新記録である17週連続1位を達成した。
- 10月3日、『ASAYAN』の放送でつんくから、保田圭、市井紗耶香、後藤真希による新ユニット結成が発表される[5]。
  - 11月25日、上の3名で結成されたユニット「プッチモニ」がシングル『ちょこっとLOVE』でデビューした。同作品は、オリコン週間シングルチャートで2週連続1位を記録すると、最終的に累計約112万枚を売り上げる大ヒットとなった。
  - オリコンカラオケチャートでも1位を獲得し、同作品が『LOVEマシーン』の18週目の1位を阻止することになった。

## 2000年
- 1月7日、大阪厚生年金会館で行われた『Hello! Project ハッピーニューイヤー 2000』にて、石黒彩がモーニング娘。およびハロー!プロジェクトを卒業した。7人体制となった。
- 1月30日、『ASAYAN』の放送でつんくから、モーニング娘。、平家みちよ、太陽とシスコムーン、ココナッツ娘。の4組16人をシャッフルして、3組のシャッフルユニットを結成し、CDを同日発売することが発表される。
  - 3組の組み分けは、中澤裕子と後藤真希が参加した「あか組4」、安倍なつみと保田圭が参加した「黄色5」、飯田圭織、矢口真里、市井紗耶香が参加した「青色7」となった。
  - 3月8日にシャッフルユニットはそれぞれシングルを発売し、あか組4の『赤い日記帳』がオリコン週間2位、黄色5の『黄色いお空でBOOM BOOM BOOM』が同3位、青色7の『青いスポーツカーの男』が同4位と、3作が週間チャートに同時ランクインする快挙を達成した。
  - このハロー!プロジェクトのシャッフルユニット企画は、2001年の「祭ユニット」、2002年の「幸せユニット」、2003年の「自然ユニット」、2005年の「優雅ユニット」と、この年以降も続けられ、モーニング娘。のメンバーも参加した。
- 1月26日、8thシングル『恋のダンスサイト』を発売した（オリコン最高2位）。同作品は、約123万枚の売り上げ、グループ2度目のミリオンセラーとなった[6]。
  - 同年は、5月17日発売の『ハッピーサマーウェディング』や、12月13日発売の『恋愛レボリューション21』も100万枚に迫る大ヒットを記録した[7][8]。
- 2月、安倍なつみが出演する「SALA」（カネボウ）のテレビCMの放映が開始。これがモーニング娘。メンバー初めてのテレビCM出演となった。
  - 「i-zone ヒッパレー」（日本ポラロイド）、「飲茶楼」（2001年まで、JT）、「ドリームネット」（2002年まで）、「かいてき3まい。」（2001年まで、松下電器）、「e-kara」（2003年まで、タカラ）、「ポッキー」（2003年まで、グリコ）など、グループとして出演するテレビCMもこの年から数多く開始された。
- 4月7日、日本テレビ系で、レギュラー番組『フライデーナイトはお願い!モーニング』の放送がスタートした。（2001年9月29日まで）
- 4月9日、テレビ東京系で、レギュラー番組『ハロー!モーニング。』の放送がスタートした。（2007年4月1日まで）
- 4月16日、『ASAYAN』の放送で、石川梨華、吉澤ひとみ、辻希美、加護亜依が4期メンバーとしてモーニング娘。に加入すると発表された。11人体制となった[9][10]。
  - 4期メンバーオーディション以降は、『ASAYAN』でモーニング娘。の密着ドキュメンタリーが放送されなくなり、スタジオライブや近況報告が行われる程度の出演となった。
- 5月17日、9thシングル『ハッピーサマーウェディング』リリース（オリコン最高1位）。
- 5月20日、東映系にて主演映画『モー娘。走る!ピンチランナー』の上映が開始された。
- 5月21日、日本武道館で行われた『モーニング娘。SPRING CONCERT TOUR 2000 Dancing Love Site』最終公演にて、市井紗耶香がモーニング娘。およびハロー!プロジェクトを卒業した[11]。10人体制となった。
- 7月5日、卒業した石黒彩のかわりに石川梨華と加護亜依が加入した新生タンポポが、5thシングル『乙女 パスタに感動』を発売した[12]。
- 7月26日、卒業した市井紗耶香のかわりに吉澤ひとみが加入した新生プッチモニが、2ndシングル『青春時代1.2.3!/バイセコー大成功!』を発売した。
- 9月6日、10thシングル『I WISH』リリース（オリコン最高1位）。
- 9月15日 - 10月1日、TBS『シドニーオリンピック』中継の「GO！GO！ニッポン応援団」に就任し、同局のオリンピック関連番組に出演した。
  - 10thシングル『I WISH』は、同局のシドニーオリンピックテーマソングに起用された。
  - 9月24日には、メンバー全員でシドニーを訪れ、女子マラソンなどの競技を観戦・応援した。
- 12月3日、テレビ東京系で、モーニング娘。がMCを務める音楽番組『MUSIX!』の放送がスタートした。（2003年3月18日まで）
- 12月13日、11thシングル『恋愛レボリューション21』リリース（オリコン最高2位）。

## 2001年
- この時期から、ほぼ毎週のようにモーニング娘。のメンバーが『うたばん』にゲスト出演するようになる。
  - 2006年9月22日に放送された『とくばん』で発表された『うたばん』へのゲスト出演回数は第1位。
- 1月13日、安倍なつみが、メンバーで初めてゴールデンタイムの連続ドラマ出演を果たした『向井荒太の動物日記 〜愛犬ロシナンテの災難〜』の放送が開始される。
  - この年と翌年は、モーニング娘。メンバーとOGのソロでの連続ドラマ出演が目立った。
- 1月17日、矢口真里、辻希美、加護亜依、ミカ（ココナッツ娘。）で結成されたユニット「ミニモニ。」が、『ミニモニ。ジャンケンぴょん!/春夏秋冬だいすっき!』でデビューし、2週連続オリコンシングルチャート1位を記録する[13]。
- 1月31日、初のベストアルバム『ベスト! モーニング娘。1』を発売した。同作品は、初動売上で121万枚を売り上げオリコンアルバムチャートに1位で初登場すると、最終的に累計約225万枚を売り上げる大ヒットを記録した。
- 3月28日、後藤真希が『愛のバカやろう』でソロ歌手デビューし、オリコンシングルチャート初登場1位を記録する[14]。
  - ハロー!プロジェクト史上唯一のソロによる首位。15歳6か月での女性ソロ首位は渡辺満里奈の15歳11か月を抜いて、女性ソロ最年少記録となった。
- 3月31日、さいたまスーパーアリーナで初めて『ハロー!プロジェクトスポーツフェスティバル』が開催され、モーニング娘。も参加した。
  - スポーツフェスティバルは2006年まで不定期で7回開催された。
- 4月12日、日本テレビ系で、初のゴールデンタイムでのレギュラーテレビ番組『モー。たいへんでした』の放送が開始される。（2002年3月14日まで）
- 4月15日、大阪城ホールで行われた『モーニング娘。CONCERT TOUR 2001“ライブレボリューション春”』最終公演にて、初代リーダー中澤裕子がモーニング娘。を卒業した。また、同時にハロー!プロジェクトのリーダーに就任した（2009年3月31日まで）。9人体制となった。
  - それに伴い、飯田圭織が2代目リーダーに就任、さらにサブリーダーが新設され保田圭が就任した。
- 4月18日、石川梨華が「カントリー娘。」の助っ人として参加した「カントリー娘。に石川梨華（モーニング娘。）」が、『初めてのハッピーバースディ!』を発売し、活動を開始した。
- 5月、『なかよし』2001年6月号から、モーニング娘。を題材にした実録漫画『娘。物語―モーニング娘。オフィシャルストーリー』の連載が開始される。（2004年7月号まで）
- 5月3日 - 27日、日生劇場で、初主演ミュージカル『LOVEセンチュリー〜夢は見なけりゃ始まらない〜』を上演した。
- 7月25日、12thシングル『ザ☆ピ〜ス!』リリース（オリコン最高1位）。
- 8月18日 - 19日、初めて『24時間テレビ 「愛は地球を救う」』のメインパーソナリティを務めた。
  - この放送の中で、安倍なつみ主演のスペシャル2時間ドラマ『最後の夏休み』が放映され、24.7%の高視聴率を記録した。
  - また、この年からモーニング娘。の「でっかい宇宙に愛がある」が同番組の応援ソングとして使用されるようになり、メインパーソナリティーを外れた2003年以降も、メンバーが同番組のメイン会場を訪れて同曲を歌うのが、毎年の恒例となっているが、2013年・2015年・2020年・2021年・2022年は披露されなかった。
- 8月26日、テレビ東京系で放送された特別番組『LOVEオーディション21』で、高橋愛、紺野あさ美、小川麻琴、新垣里沙が5期メンバーとしてモーニング娘。に加入すると発表された。13人体制となった[15]。
- 10月6日、吉澤ひとみ写真集『よっすぃー。』の発売を皮切りに、「モーニング娘。ソロ写真集シリーズ」の出版がスタートした。2002年6月22日までに、加入したばかりの5期メンバーを除く全メンバーが写真集を発売した。
- 10月13日、『めちゃ×2イケてるッ!』で、モーニング娘。が「私立岡村女子高等学校。」の生徒として修学旅行に行く、各メンバーの個性にクローズアップした企画が放送された。
  - 同番組ではモーニング娘。を国民的アイドルグループと紹介し、これ以降マスコミ各社も国民的アイドルと形容するようになった。
  - 同番組はこれ以降も、2003年4月5日の期末テストスペシャル、同10月4日の体育祭スペシャル、2004年4月24日の合唱部コーナーなど、「私立岡村女子高等学校。」の続編企画を放送した。
- 10月31日、13thシングル『Mr.Moonlight 〜愛のビッグバンド〜』リリース（オリコン最高1位）。

## 2002年
- 1月2日、TBS系にて主演スペシャルドラマ『モーニング娘。新春! LOVEストーリーズ』の放送があった。
  - 2003年にも『モーニング娘。サスペンスドラマスペシャル』が放送された。
- 2月13日 - 24日、安倍なつみがTBS『ソルトレーク五輪』中継のメインキャスターを務めた。
  - 安倍は、同年3月18日 - 24日に行われた『世界フィギュア2002』でも、TBSのメインキャスターを務めた。
  - 14thシングル『そうだ! We're ALIVE』は、ソルトレークシティオリンピックと世界フィギュア2002の同局テーマソングに起用された。
- 2月20日、14thシングル『そうだ! We're ALIVE』リリース（オリコン最高1位）。
- 5月、政府から2001年度分の高額納税者が公示され、名簿の中に当時在籍した4期メンバーまでの名前が全員分あった。
  - 中でも辻希美と加護亜依は当時中学生だったので、テレビ・新聞報道などで特に話題になった。
  - 翌2003年の公示リストの中にも、当時在籍した4期メンバーまでの名前が全員分あった。
- 5月24日 - 6月23日、青山劇場で、主演ミュージカル『モーニング・タウン』を上演した。
- 7月24日、15thシングル『Do it! Now』リリース（オリコン最高3位）。
- 7月31日、ホテル日航東京（現在のヒルトン東京お台場）で、つんく♂とハロー!プロジェクトのメンバーが記者会見を行い、以下のことを発表した。
  - 9月23日のコンサートをもっての後藤真希の卒業と、翌年春ツアー最終日をもっての保田圭の卒業。
  - 「タンポポ」から飯田圭織、矢口真里、加護亜依が卒業し、紺野あさ美、新垣里沙、柴田あゆみ（メロン記念日）が加入すること。
  - 「プッチモニ」から保田圭、後藤真希が卒業し、小川麻琴、アヤカ（ココナッツ娘。）が加入すること。
  - 「ミニモニ。」から矢口真里が卒業し、高橋愛が加入すること。
  - 矢口真里とハロー!プロジェクト・キッズのメンバー数人によるユニットの結成。
- 8月17日 - 18日、前年に引き続き、『24時間テレビ「愛は地球を救う」』のメインパーソナリティを務めた。
  - この放送の中で、石川梨華主演のスペシャル2時間ドラマ『父さんの夏祭り』が放映された。
- 9月23日、横浜アリーナで行われた『モーニング娘。CONCERT TOUR 2002夏 “LOVE IS ALIVE!”』にて、後藤真希がモーニング娘。を卒業し、ソロ歌手活動に移行した。12人体制となった。
- 10月30日、16thシングル『ここにいるぜぇ!』リリース（オリコン最高1位）。
- 12月14日、モーニング娘。と後藤真希、ハロー!プロジェクト・キッズがメインキャストで出演した映画『仔犬ダンの物語』が、ミニモニ。と高橋愛が出演した映画『ミニモニ。じゃムービーお菓子な大冒険!』と同時上映で公開された。
- 同日、映画『劇場版とっとこハム太郎 ハムハムハムージャ!幻のプリンセス』が公開され、この映画で後藤真希とともに「モーハムず」として（後藤は「ゴハム」として）声優に初挑戦した。
  - ミニモニ。メンバーは「ミニハムず」として、前年に公開された『劇場版とっとこハム太郎 ハムハムランド大冒険』から引き続きの出演となった。

## 2003年
- 1月7日、つんく♂から、ハロー!プロジェクト所属のソロアイドル藤本美貴が6期メンバーとしてモーニング娘。に加入すると発表された。13人体制となった。
- 1月19日、『日曜ビッグバラエティ』の放送で、「モーニング娘。LOVEオーディション2002」の合格者亀井絵里、道重さゆみ、田中れいなが6期メンバーとしてモーニング娘。に加入すると発表された。
  - 6期メンバーの加入で、グループは同年5月5日までグループ史上最多の16人体制となる。
  - ただし、16人での活動は保田圭の卒業コンサートが行われた5月4日、5日の2日間のみで、それまでに発売されたシングル2枚とアルバム1枚は12人のみの参加となった。
  - 道重、田中は初の平成生まれ（両者ともに平成元年生まれ）のメンバーである。
- 2月19日、17thシングル『モーニング娘。のひょっこりひょうたん島』リリース（オリコン最高4位）。
- 4月23日、18thシングル『AS FOR ONE DAY』リリース（オリコン最高1位）。
- 5月5日、さいたまスーパーアリーナで行われた『モーニング娘。CONCERT TOUR 2003春 "NON STOP!"』の最終公演にて、保田圭がモーニング娘。を卒業した。15人体制となった。
- 5月31日 - 6月29日、明治座で、つんく♂と五木ひろしの共同プロデュースによるミュージカル『江戸っ娘。忠臣蔵』を上演した。
- 7月24日、石川梨華に代わり紺野あさ美と藤本美貴が助っ人となり、「カントリー娘。に紺野と藤本（モーニング娘。）」として『浮気なハニーパイ』を発売し、活動を開始した。
- 7月27日、代々木第一体育館で行われた『Hello! Project 2003 夏 〜よっしゃ! ビックリサマー!!〜』のステージで、翌年冬のハロー!プロジェクトのコンサートをもって、安倍なつみがモーニング娘。を卒業すると発表された。
- 7月30日、19thシングル『シャボン玉』リリース（オリコン最高2位）。
- 8月6日、矢口真里とハロー!プロジェクト・キッズの梅田えりか、清水佐紀、矢島舞美、嗣永桃子、村上愛による新ユニット「ZYX」が『行くZYX! FLY HIGH』でCDデビューした。
- 8月20日、矢口真里、石川梨華、アヤカ、里田まい、斉藤瞳で結成された新ユニット「ROMANS」が『SEXY NIGHT 〜忘れられない彼〜』をリリースした。
- 9月18日、15人のメンバーが「モーニング娘。さくら組」と「モーニング娘。おとめ組」の2グループに分割され、『晴れ 雨 のち スキ ♡』と『愛の園 〜Touch My Heart!〜』でそれぞれCDデビューし、活動を開始した。
  - 2003年11月24日 - 2004年3月21日にかけてそれぞれの組ごとの全国ツアーを行った後、このプロジェクトは休止状態となった。
- 10月29日、田中れいなとハロー!プロジェクト・キッズの夏焼雅・鈴木愛理による新ユニット「あぁ!」が『FIRST KISS』でCDデビューした。
- 11月6日、20thシングル『Go Girl 〜恋のヴィクトリー〜』リリース（オリコン最高4位）。

## 2004年
- 1月3日、中野サンプラザで行われた『Hello! Project 2004 Winter 〜C'MON! ダンスワールド〜』のステージで、辻希美、加護亜依のモーニング娘。卒業と、二人による新ユニット結成が発表された。
- 1月20日、かねてより活動していたハロー!プロジェクトのフットサルチームのチーム名が「Gatas Brilhantes H.P.」に決定する。
  - 同チームに、モーニング娘。からは、キャプテンに就任した吉澤ひとみほか、石川梨華、辻希美、紺野あさ美、小川麻琴、藤本美貴が参加した。
- 1月21日、21stシングル『愛あらばIT'S ALL RIGHT』リリース（オリコン最高2位）。
- 1月25日、横浜アリーナで行われた『Hello! Project 2004 Winter 〜C'MON! ダンスワールド〜』最終公演にて安倍なつみがモーニング娘。を卒業し、ソロ歌手活動に移行した。14人体制となった。
- 5月12日、22ndシングル『浪漫 〜MY DEAR BOY〜』リリース（オリコン最高4位）。
- 5月19日、辻希美、加護亜依による新ユニット「W」が、『恋のバカンス』でCDデビューした。
- 5月23日、『あなたがいるから、矢口真里』の放送で、翌年冬のハロー!プロジェクトのコンサートで飯田圭織が、翌年春のモーニング娘。のコンサートで石川梨華が、それぞれモーニング娘。から卒業すると発表された。
- 5月29日 - 6月13日、中野サンプラザでミュージカル『HELP!熱っちぃ地球を冷ますんだっ』を上演した。
- 6月19日 - 20日、幕張メッセで『モーニング娘。“熱っちぃ地球を冷ますんだっ。”文化祭』を開催した。
  - 上の二つのイベントは「『愛・地球博』パートナーシップ事業」の一環として行われ、小池百合子環境大臣（当時）がミュージカルのゲネプロを観劇し、文化祭にも来場している。なお、この年の春から万博開幕までのモーニング娘。のコンサートおよびイベントは、すべて「愛・地球博パートナーシップ事業」と冠して行われた。
  - また、文化祭にあわせて石川梨華と道重さゆみによるユニット「エコモニ。」が結成された。
  - 文化祭は、この年以降も2007年まで毎年開催された。
- 7月22日、23rdシングル『女子かしまし物語』リリース（オリコン最高3位）。
- 8月1日、代々木第一体育館で行われた『Hello! Project 2004 SUMMER 〜夏のド〜ン!〜』の最終公演にて、辻希美、加護亜依がモーニング娘。を卒業し、Wの活動に移行した。12人体制となった。
- 9月5日、『ハロー!モーニング。』の放送で、「モーニング娘。ラッキー7オーディション」の開催が告知された。
- 9月23日、石川梨華、三好絵梨香、岡田唯で結成された新ユニット「美勇伝」が、『恋のヌケガラ』でCDデビューした。
- 10月1日、松浦亜弥と共演したEPSON「カラリオ」のCM放映が開始される。
  - この年の年末に放映された「カラリオ」のCM「年賀状大使篇」「手書き合成 年賀状篇」を最後に、モーニング娘。としてのテレビCM出演は2009年7月まで途絶える。
- 11月4日、24thシングル『涙が止まらない放課後』リリース（オリコン最高4位）。

## 2005年
- 1月9日、『ハロー!モーニング。』の放送で、「ラッキー7オーディション」の合格者が、追加メンバーオーディション開始以来初めて「該当者なし」であったと発表された。
- 1月19日、25thシングル『THE マンパワー!!!』リリース（オリコン最高4位）。
- 1月30日、横浜アリーナで行われた『Hello! Project 2005 Winter オールスターズ大乱舞 〜A HAPPY NEW POWER! 飯田圭織 卒業スペシャル〜』にて、飯田圭織がモーニング娘。を卒業し、矢口真里が3代目リーダーに就任した。11人体制となった。
  - これで1期メンバーはすべて卒業した。
- 2月6日、『ハロー!モーニング。』の放送で、「モーニング娘。オーディション2005」の開催が告知された。
- 3月19日 - 21日、名古屋国際会議場で『愛・地球博前夜祭記念スペシャルコンサート　モーニング娘。コンサートツアー2005春〜第六感　ヒット満開〜』を開催し、『愛・地球博』の開幕を盛り上げた。
- 4月1日、フルキャストスタジアム宮城で行われた東北楽天ゴールデンイーグルスの本拠地開幕戦で、イーグルスの公式応援ソングである25thシングル『THE マンパワー!!!』を披露した。また、同日から同3日にかけて東北各地で行われた開幕三連戦のパブリックビューイングにもメンバーが参加し、イーグルスを応援、新設球団の誕生を盛り上げた。
  - この年以降も、モーニング娘。のメンバーはたびたび仙台を訪れ、イーグルスを応援するイベントに参加している。
- 4月14日、恋愛報道により矢口真里がモーニング娘。を離脱し、吉澤ひとみが4代目リーダーに就任した。10人体制となった。
  - これで2期メンバーが全員卒業（脱退）した
- 4月27日、26thシングル『大阪 恋の歌』リリース（オリコン最高2位）。
- 5月1日、『ハロー!モーニング。』の放送で、「モーニング娘。オーディション2005」の合格者久住小春が7期メンバーとしてモーニング娘。に加入すると発表された。11人体制となった。
  - 久住は初の1990年代生まれのメンバーとなった。
- 5月7日、日本武道館で行われた『モーニング娘。コンサートツアー2005春〜第六感 ヒット満開!〜』最終公演にて、石川梨華がモーニング娘。を卒業し、美勇伝の活動に移行した。10人体制となった。
- 7月27日、27thシングル『色っぽい じれったい』リリース（オリコン最高4位）。8月27日には本作のリリースイベントとして「LOVEマシーン」以来6年ぶりとなる握手会イベント『「モーニング娘。／色っぽい じれったい」発売記念東名阪握手サーキット』を横浜、名古屋、大阪の3都市で開催した。当時のメンバー10人が3組に分かれ、それぞれ1日で3会場を移動しイベントを行った。
- 11月9日、28thシングル『直感2 〜逃した魚は大きいぞ!〜』リリース（オリコン最高4位）。

## 2006年
- 1月、この冬より、ハロー!プロジェクトのコンサートは、未成年メンバー主体の「ワンダフルハーツ」と成年メンバー主体の「エルダークラブ」の二団体に別れて行われるようになり、モーニング娘。はワンダフルハーツに所属した。
- 3月15日、29thシングル『SEXY BOY 〜そよ風に寄り添って〜』リリース（オリコン最高4位）。
- 6月21日、30thシングル『Ambitious! 野心的でいいじゃん』リリース（オリコン最高4位）。
- 7月12日、久住小春が「月島きらり starring 久住小春 (モーニング娘。)」として、『恋☆カナ』でソロCDデビューし、グループと並行したソロ歌手活動をスタートさせた。
- 7月23日、代々木第一体育館で行われた『Hello! Project 2006 Summer〜ワンダフルハーツランド〜』にて、紺野あさ美がモーニング娘。およびハロー!プロジェクトを卒業した。9人体制となった。
- 7月30日、『ハロー!モーニング。』の放送で、「モーニング娘。Happy8期オーディション」の開催が告知された。
- 8月1日 - 27日、新宿コマ劇場で宝塚歌劇団と共同制作した『リボンの騎士 ザ・ミュージカル』を上演した。
- 8月27日、新宿コマ劇場で行われた『リボンの騎士 ザ・ミュージカル』千秋楽をもって、小川麻琴がモーニング娘。を卒業した。8人体制となった。
- 9月13日、藤本美貴と松浦亜弥で結成されたスペシャルユニット「GAM」が『Thanks!』でCDデビューし、藤本がモーニング娘。と並行してこのユニットでの活動を開始した。
- 10月31日 - 12月3日、「WaT×ハロー!プロジェクト」としてWaT、DEF.DIVA、Berryz工房とともに『2006世界バレー』のオフィシャルサポーターを務めた。
  - モーニング娘。はTBS系列の報道番組で同大会の宣伝をしたほか、女子開幕戦と男子1次・2次ラウンドの観戦・応援を行った。
- 11月8日、31stシングル『歩いてる』リリース。11月20日付のオリコンチャートで、『AS FOR ONE DAY』以来3年7か月ぶり、通算10作目のシングル週間1位を獲得した。
  - これによりピンク・レディーの9作を抜いて、当時の女性グループシングルCDオリコン1位獲得回数の歴代トップ記録を塗り替えた。
  - 藤本を除く6期メンバーと7期メンバーの久住にとっては初のオリコン1位となった。
- 12月10日、『ハロー!モーニング。』の放送で、「モーニング娘。Happy8期オーディション」の合格者光井愛佳が8期メンバーとしてモーニング娘。に加入すると発表された。9人体制となった。

## 2007年
- 1月2日、中野サンプラザで行われた『Hello! Project 2007 Winter〜ワンダフルハーツ 乙女Gocoro〜』のステージで、同年春ツアー最終日をもって、吉澤ひとみがモーニング娘。を卒業すると発表された。
- 1月24日、OGの安倍なつみ、飯田圭織、後藤真希および現役メンバーの新垣里沙、久住小春の5人で結成された「モーニング娘。誕生10年記念隊」が、シングル『僕らが生きる MY ASIA』でデビューし、活動を開始した。
- 2月14日、32ndシングル、『笑顔YESヌード』リリース（オリコン最高4位）。
- 3月15日、ジュンジュン、リンリンが8期（留学生）メンバーとしてモーニング娘。に加入すると発表された[16]。11人体制となった。
- 4月25日、33rdシングル『悲しみトワイライト』リリース（オリコン最高2位）。
- 5月7日付けのオリコンチャートで、モーニング娘。の総シングル売上枚数が1108.5万枚となり、ピンク・レディーを抜いて、当時の女性グループシングルCD総売り上げ枚数の歴代トップ記録を塗り替えた。
- 5月6日、さいたまスーパーアリーナで行われた『モーニング娘。コンサートツアー2007春〜SEXY 8 ビート〜』にて吉澤ひとみがモーニング娘。を卒業し、藤本美貴が5代目リーダーに就任した。10人体制となった。
  - 吉澤の卒業により、『ASAYAN』でオーディションを受けて合格したメンバーがモーニング娘。からいなくなった。
- 6月1日、熱愛報道により藤本美貴がモーニング娘。を離脱し[注 1]、高橋愛が6代目リーダーに就任。サブリーダーは新垣里沙となった。9人体制となった。
- 7月25日、34thシングル『女に 幸あれ』リリース（オリコン最高2位）。
- 9月15日・16日に大阪、9月23日・24日に東京で、モーニング娘。10年記念展を開催した。
- 10月24日、これまでに発売された34枚のシングルと新曲1曲の全35曲を収録した『モーニング娘。 ALL SINGLES COMPLETE 〜10th ANNIVERSARY〜』を発売した。
  - 同アルバムは台湾と韓国でも公式リリースされ、それにあわせて同月26日 - 28日に高橋、新垣、久住の3名が韓国を、29日 - 31日にメンバー9人全員が台湾をそれぞれ訪問してプロモーション活動を行い、両国のテレビ、ラジオ番組に出演したり、マスコミの取材を受けた。台湾では公式ファンクラブイベントがあり、ファンの前で4曲を披露した。
  - 12月19日には、これまでに発売された35枚のシングルのプロモーションビデオを収録した『DVD映像ザ・モーニング娘。 ALL SINGLES COMPLETE 全35曲 〜10th ANNIVERSARY〜』を発売した。
- 11月14日、新垣里沙、光井愛佳と、℃-uteの中島早貴、岡井千聖によるユニット「アテナ&ロビケロッツ」がシングル『勝利のBIG WAVE!!!』を発売し、デビューした。
- 11月21日、35thシングル『みかん』リリース（オリコン最高6位）。

## 2008年
- 4月16日、36thシングル『リゾナント ブルー』を、韓国との同時リリースで発売した。
- 5月5日、NHK総合テレビの特別番組『ひらけ！魔法の扉』に出演し、ミッキーマウスとともに「ミッキーマウス・マーチ」を歌った。
- 5月24日、台湾で初の海外コンサート『早安少女組。演唱會 2008 Concert Tour in Taiwan』を開催し、約5,000人を動員した。
  - その後、6月1日には韓国でコンサート『モーニング娘。10th Anniversary Live Tour IN KOREA 2008』を開催し約6,000人を動員、同月28日には上海でコンサート『「放歌世博」早安少女組。上海独唱会』を開催し約5,800人を動員した。
  - これに関連して、同年に台湾で「早安家族New Starオーディション」が開催され、合格者のアイスクリー娘。と特別賞のフランシス&愛子がハロプロ台湾としてデビューした。
  - また、2009年に韓国でハロー!プロジェクト韓国オーディション「対東京少女」が行われ、チャン・ダヨンが合格した。
- 8月1日放送の『ヒットメーカー 阿久悠物語』（日本テレビ系）に高橋と新垣がピンク・レディー役で出演した。
  - これに関連して、9月24日にはピンク・レディーのヒット曲をカバーした37thシングル『ペッパー警部』（オリコン最高3位）を、11月26日には阿久悠作品のカバーアルバム『COVER YOU』をそれぞれ発売した。
- 8月6日 - 25日、新宿コマ劇場で宝塚歌劇団と共同制作した『シンデレラ ザ・ミュージカル』が上演された。
  - これに先立って、スペシャルユニット「High-King」が結成され、6月11日にシングル『C\C（シンデレラ\コンプレックス）』を発売した。モーニング娘。からは高橋愛と田中れいなが参加した。

## 2009年
- 1月12日、高橋愛と新垣里沙がモーニング娘。に加入してからのグループ在籍期間が2696日を数えたのに伴い、飯田圭織の在籍期間を抜いて当時の歴代最長記録を更新した。
  - その後、2011年8月26日にモーニング娘。加入から10年が経過したため、高橋と新垣は在籍期間が10年を超える初のメンバーとなった。
  - 新垣は2012年5月18日の卒業までの在籍期間が3918日となり、当時の歴代最長記録となった。
- 2月18日、38thシングル『泣いちゃうかも』リリース（オリコン最高3位）。
- 3月、フジテレビ主催の『コルテオ』のスペシャルサポーターにBerryz工房、℃-ute、真野恵里菜とともに就任した。
- 5月13日、39thシングル『しょうがない 夢追い人』リリース。5月25日付のオリコンチャートで、『歩いてる』以来のシングル週間1位を獲得した。
  - 8期メンバーにとっては初めてのオリコン1位獲得となった。
  - これにより、自分たち自身の持つ女性グループシングルCDオリコン1位獲得回数の記録を11作に更新した。
- 5月27日、光井愛佳、熊井友理奈、菅谷梨沙子、中島早貴によるユニット「ガーディアンズ4」がシングル『おまかせ♪ガーディアン』を発売し、デビューした。
- 6月、High-King、タンポポ#、プッチモニV、新ミニモニ。、続・美勇伝、ZYX-α、あぁ!の、7つのハロー!プロジェクトのユニットをチャンプルユニットとして再編することを発表された。
  - 7月15日に発売されたアルバム『チャンプル①〜ハッピーマリッジソングカバー集〜』には、これらのユニットで歌唱した曲が収録された。
  - モーニング娘。からは、High-Kingに高橋と田中、タンポポ#に亀井と光井、新ミニモニ。にリンリン、続・美勇伝に道重とジュンジュン、ZYX-αに新垣と久住が参加した。
- 7月、モーニング娘。が出演するテレビ東京デジタル7ch推進CMの放映が開始される。モーニング娘。として4年半ぶりのCM出演となった。
- 7月2日 - 5日、アメリカのロサンゼルスで開催された『アニメエキスポ2009』にスペシャルゲストとして招聘され、コンサート、サイン会およびQ＆A会を実施した。有料コンサートでは約7,500人を動員した[17]。
- 8月12日、40thシングル『なんちゃって恋愛』リリース（オリコン最高2位）。
- 8月14日、『ミュージックステーション』に、現役メンバーとOGメンバー総勢16人が「モーニング娘。スペシャルコラボレーション」として出演し、「恋愛レボリューション21」と「なんちゃって恋愛」をメドレーで披露した。同番組への出演は2007年4月以来2年4か月ぶりとなった[注 2]。
  - その後も『24時間テレビ』（2009年8月）、『関口宏の東京フレンドパーク2』（同年9月）、『しゃべくり007』（同年12月）、『うたばん』（2010年2月）にも同じスタイルで出演するなど、この時期はテレビ番組でのOGメンバーとの共演が頻繁に行われた。
- 10月8日、これまでに発売した40枚のシングルのカップリング曲を集めた『モーニング娘。全シングル カップリングコレクション』が発売された。
- 10月28日、41stシングル『気まぐれプリンセス』リリース（オリコン最高4位）。
- 12月3日、現役メンバーがCM曲「ラーメンレボリューション21（「恋愛レボリューション21」の替え歌）」のボーカルを担当した日清食品『太麺堂々』のCM放映が開始された。
- 12月6日、東京厚生年金会館で行われた『モーニング娘。コンサートツアー2009 秋〜ナインスマイル〜』最終公演をもって、久住小春がモーニング娘。およびハロー!プロジェクトを卒業した。8人体制となった。
  - 藤本美貴脱退から久住卒業までの919日（2年6か月と5日）間は、現時点で同一のメンバーによる期間としてはグループ史上最長である。
  - また、上の期間と亀井絵里、ジュンジュン、リンリンが卒業する2010年12月15日までの期間を合わせて、モーニング娘。の「プラチナ期」と呼ぶことがある[18]。

## 2010年
- 2月10日、42ndシングル『女が目立って なぜイケナイ』リリース（オリコン最高5位）。
- 2月13日、中国の紅白歌合戦と呼ばれるテレビ番組『春節聯歓晩会』に初出演した[19]。
- 3月14日、東京ドームシティプリズムホールで行われたファッションイベント『春コレ〜White Dayスペシャル〜』にモデルとして出演し、歌披露も行った。
  - モーニング娘。としてファッションショーに出演するのはこれが初めてである。
- 5月10日、高橋愛、道重さゆみ、光井愛佳の3名が、『上海万博』の生命陽光館で行われたイベントに出演した。
- 5月17日、ジュンジュン、リンリンが、久住小春、夏焼雅（Berryz工房）とともに『上海万博』の開催にあたって結成されるスペシャルユニット「Ex-ceed!」に選出される。
  - 「Ex-ceed!」は、6月23日・24日、10月27日・28日に『上海万博』の日本産業館にて、イベント・ライブを行った。
- 6月9日、43rdシングル『青春コレクション』リリース（オリコン最高3位）。
- 6月11日 - 27日、BS-TBS開局10周年企画として主演舞台『ファッショナブル』が上演された。
  - これにあわせて「JC&JK女子中高生女優オーディション」が開催され、鞘師里保他5名の合格者がモーニング娘。と一緒に同舞台に出演した。
- 7月1日 - 4日、フランスのパリで行われた『Japan Expo 2010』に音楽主賓として招待され、コンサート、サイン会およびQ＆A会を実施した。有料コンサートでは約4,000人を動員した[20][21]。
- 8月8日、中野サンプラザで行われた『Hello! Project 2010 SUMMER 〜ファンコラ!〜』のステージにて、「モーニング娘。9期メンバーオーディション」を開催することと、亀井絵里、ジュンジュン、リンリンが同年秋ツアー最終日をもって、モーニング娘。およびハロー!プロジェクトを卒業することが発表された[22][23]。追加メンバーオーディションの開催は4年と9日ぶりである。
- 8月20日、日本人として初めて中国・湖南衛視のテレビ番組『天天向上』に出演した。これは3億人が視聴する番組とされ、現地のマスコミにもニュースで大きく取り上げられた[24]。
- 8月25日、BS-TBSの3D大使に選出された[25]。
- 9月7日、モーニング娘。OGの選抜メンバーが、「ジョージア ご褒美ブレイク」のCM限定ユニット「アフタヌーン娘。」を結成。「モーニングコーヒー」をアレンジしたCMソング「アフタヌーンコーヒー」を披露した。メンバーは中澤裕子、飯田圭織、安倍なつみ、保田圭、矢口真里、小川麻琴、藤本美貴の7人[26]。
- 10月4日、モーニング娘。公式YouTubeチャンネルが開設された[27]。
- 10月15日、「デジタルコンテンツEXPO2010」に高橋愛、新垣里沙、亀井絵里、道重さゆみが出席し、3Dの発展に貢献したとして「国際3D　Fairアワード」を受賞した[28]。
- 11月17日、44thシングル『女と男のララバイゲーム』（オリコン最高6位）。
- 12月15日、横浜アリーナで行われた『モーニング娘。コンサートツアー2010秋〜ライバル サバイバル〜亀井絵里・ジュンジュン・リンリン卒業スペシャル』にて、亀井絵里、ジュンジュン、リンリンがモーニング娘。およびハロー!プロジェクトを卒業し、メンバーは結成時と同じ5人となった。

## 2011年
- 1月2日、中野サンプラザで行われた『Hello! Project 2011 WINTER 〜歓迎新鮮まつり〜』のステージにて、譜久村聖、生田衣梨奈、鞘師里保、鈴木香音が9期メンバーとしてモーニング娘。に加入すると発表された[29]。9人体制となった。
  - メンバー追加は3年9か月と18日ぶりで、鞘師、鈴木の加入により初めてモーニング娘。結成後に生まれたメンバーが登場した。
- 1月9日、中野サンプラザで行われた『Hello! Project 2011 WINTER 〜歓迎新鮮まつり〜』のステージで、同年秋開催のコンサートツアー最終日をもって、高橋愛がモーニング娘。およびハロー!プロジェクトを卒業すると発表された。
- 1月28日、モーニング娘。OGの選抜メンバーが「ドリームモーニング娘。」を結成した。メンバーは中澤裕子、飯田圭織、安倍なつみ、保田圭、矢口真里、石川梨華、吉澤ひとみ、小川麻琴、藤本美貴、久住小春の10人。
- 2月5日、モーニング娘。が本人役として出演する映画『ケータイ刑事 THE MOVIE3 モーニング娘。救出大作戦!〜パンドラの箱の秘密』が公開された。
- 4月6日、45thシングル『まじですかスカ!』リリース（オリコン最高5位）。
- 5月8日、中野サンプラザで行われた『モーニング娘。コンサートツアー2011春 新創世記 ファンタジーDX 〜9期メンを迎えて〜』のステージにて、「第10期メンバー『元気印』オーディション」の開催が発表された[30]。
- 6月15日、46thシングル『Only you』リリース（オリコン最高4位）。
- 9月14日、47thシングル『この地球の平和を本気で願ってるんだよ!』リリース（オリコン最高2位）。
- 9月29日、日本武道館で行われた『モーニング娘。コンサートツアー2011秋 愛 BELIEVE〜高橋愛 卒業記念スペシャル〜』のステージにて、「第10期メンバー『元気印』オーディション」の合格者飯窪春菜、石田亜佑美、佐藤優樹、工藤遥が10期メンバーとしてモーニング娘。に加入すると発表された。13人体制となった。
  - 同じ年に2つの期の新メンバーが加入したのは初めてである。
- 9月30日、日本武道館で行われた『モーニング娘。コンサートツアー2011秋 愛 BELIEVE 〜高橋愛 卒業記念スペシャル〜』にて高橋愛がモーニング娘。およびハロー!プロジェクトを卒業し、新垣里沙が7代目リーダーに就任。12人体制となった。
- 10月8日 - 17日、全労済ホールスペース・ゼロにて、主演ミュージカル『リボーン〜命のオーディション〜』が上演された。

## 2012年
- 1月2日、中野サンプラザで行われた『Hello! Project 2012 WINTER ハロ☆プロ天国 〜ファンキーちゃん〜』のステージで、同年春ツアー最終日をもって、新垣里沙がモーニング娘。およびハロー!プロジェクトを卒業すると発表された[31]。
- 1月25日、48thシングル『ピョコピョコ ウルトラ』リリース（オリコン最高3位）。
- 3月10日、日本武道館で開催された『ドリームモーニング娘。スペシャルLIVE 2012 日本武道館 〜 第一章 終幕 「勇者タチ、集合セョ」 〜』に、現役モーニング娘。がゲスト出演し、「恋愛ハンター」を単独で披露した他、「LOVEマシーン」、「ザ☆ピ〜ス!」などをOGメンバーと歌った。
- 4月11日、49thシングル『恋愛ハンター』リリース（オリコン最高3位）。
- 5月4日、5月18日に行われる春ツアー最終日をもって、光井愛佳がモーニング娘。を卒業すると発表された。なお、ハロー!プロジェクトには引き続き在籍する[32]。
- 5月18日、日本武道館で行われた『モーニング娘。コンサートツアー2012春 〜ウルトラスマート〜 新垣里沙 光井愛佳 卒業スペシャル』にて新垣里沙がモーニング娘。およびハロー!プロジェクトを卒業し、光井愛佳がモーニング娘。を卒業した。10人体制となった。
  - 新垣の卒業によりモーニング娘。はもとよりハロー!プロジェクト全体からも昭和生まれのメンバーが消滅し、メンバー全員が平成生まれとなった。
  - 同公演のステージにて、道重さゆみが8代目リーダーに就任することと、「11期メンバー『スッピン歌姫』オーディション!!」の開催が発表された[33][34][35][36]。
  - 同公演は『モーニング娘。コンサートツアー2012春〜ウルトラスマート〜新垣里沙 光井愛佳卒業スペシャル LIVE VIEWING』として、全国13の映画館でモーニング娘。初のライブビューイングが実施された[37]。
- 6月5日、田中れいながモーニング娘。と並行してバンド活動を行うため、オーディション「田中れいなとバンドやりたい女子メンバー大募集!」の開催が発表された[38]。
- 6月6日 - 12日、全労済ホールスペース・ゼロにて、主演ミュージカル『ステーシーズ 少女再殺歌劇』を上演した[39]。
- 7月4日、50thシングル『One・Two・Three/The 摩天楼ショー』リリース。7月16日付のオリコンチャートで週間3位を獲得し、史上初の50作品オリコンシングルトップ10の快挙を達成した[40]。
- 9月10日、モーニング娘。9期と10期の公式ブログが開設された[41][42]。
- 9月14日、ハーモニーホール座間で行われた『モーニング娘。誕生15周年記念コンサートツアー2012秋〜カラフルキャラクター〜』の公開ゲネプロにて、「11期メンバー『スッピン歌姫』オーディション」の合格者小田さくらが11期メンバーとしてモーニング娘。に加入すると発表された[43]。11人体制となった。
- 10月10日、51stシングル『ワクテカ Take a chance』リリース（オリコン最高3位）。
- 10月15日、台湾の台北市内で行われた握手会を皮切りに、グループ初となる世界各国での握手会ツアー『Hello! Project 15th Anniversary〜THANK YOU〜 Worldwide Handshake Events 世界握手会 〜"ありがとう"をこめて〜モーニング娘。世界握手会』をスタートさせた。
  - 同イベントは台北のほか、同月17日にタイのバンコク、30日にフランスのパリ、11月6日に韓国のソウルで行われ、参加した道重、田中（パリは不参加）、譜久村、飯窪、石田の5名が、13thアルバム『⑬カラフルキャラクター』を購入した現地のファンと握手した。
- 11月7日、アップフロントグループによるプロジェクト「SATOYAMA movement」から音楽ユニット「ピーベリー」「DIY♡」「GREEN FIELDS」「ハーベスト」の4組が誕生し、シングル『キャベツ白書/フォレストタイム』（ピーベリー/ハーベスト）とシングル『フォレフォレ 〜Forest For Rest〜/Boys be ambitious!』（DIY♡/GREEN FIELDS）を発売した。
  - モーニング娘。からは、ピーベリーに鞘師里保、DIY♡に飯窪春菜、ハーベストに生田衣梨奈、石田亜佑美、佐藤優樹が参加した。
- 11月18日、中野サンプラザで行われた『モーニング娘。誕生15周年記念コンサートツアー2012秋〜カラフルキャラクター〜』のステージで、6月から開催していたオーディション「田中れいなとバンドやりたい女子メンバー大募集!」の合格者[44]と、翌年春ツアー最終日をもって田中れいながモーニング娘。およびハロー!プロジェクトを卒業することが発表された[45][46]。

## 2013年
- 1月8日、タワーレコード渋谷店で開催された『Help me!!』発売記念イベントを皮切りに『全国47都道府県キャンペーン』をスタートした[47]。同キャンペーンでは、8月19日までに、日本全国すべての都道府県で握手会を行った[48]。
- 1月23日、52ndシングル『Help me!!』リリース。2月4日付のオリコンチャートで『しょうがない 夢追い人』以来3年8か月ぶりのシングル週間1位を獲得した[49]。 
  - 女性グループとして史上初となる90年代、00年代、10年代の3世代でのオリコン1位獲得となった。
  - 9期メンバー、10期メンバー、11期メンバーは初のオリコン1位獲得となった。
- 3月2日、田中れいながリーダーを務めるガールズバンド「LoVendoЯ」が『ミュージックフェスタ Vol.0』でステージデビュー[50]。同月27日からはモーニング娘。の春ツアーと並行する形で『LoVendoЯ ファーストライブツアー2013春 〜ラベンダー〜』を開始した[51]。
- 3月16日、『モーニング娘。コンサートツアー2013春 ミチシゲ☆イレブンSOUL 〜田中れいな卒業記念スペシャル〜』のステージにて、『モーニング娘。12期メンバー「未来少女」オーディション』の開催が発表された[52][53][54]。
- 4月17日、53rdシングル『ブレインストーミング/君さえ居れば何も要らない』リリース（オリコン最高1位）。
- 5月21日、同コンサートツアーの千秋楽である『モーニング娘。コンサートツアー2013春 ミチシゲ☆イレブンSOUL〜田中れいな卒業記念日〜in日本武道館』をもって田中れいながモーニング娘。およびハロー!プロジェクトを卒業し、モーニング娘。と並行して活動を始めていたバンド「LoVendoЯ」に専念することになった[55]。また、同公演のステージにて、田中は譜久村聖・飯窪春菜の2名をサブリーダーに指名した[55]。10人体制となった。
  - 田中の卒業により、モーニング娘。とハロー!プロジェクトにおいて道重さゆみが1980年代生まれの最後の在籍メンバーとなる。
- 8月23日、6年ぶりに『ミュージックステーション』に出演した[56][57]。
- 8月24日、『モーニング娘。12期メンバー「未来少女」オーディション』の合格者が、「該当者なし」であったと発表された[58]。
- 8月28日、54thシングル『わがまま 気のまま 愛のジョーク/愛の軍団』リリース。9月9日付のオリコンシングル週間ランキングにおいて1位を獲得し、11年ぶりにシングル3作連続1位を達成した[59]。
- 10月12日、8代目リーダーの道重さゆみがモーニング娘。加入から3919日を数えたのに伴い、新垣里沙を抜いて、在籍期間歴代最長記録を更新した[60]。
- 12月6日、2014年1月1日からグループ名を「モーニング娘。'14」（モーニングむすめ ワンフォー）に改名することを発表。以後毎年1月1日にグループ名末尾の年表示を変更する[61][62]。

## 2014年
- 2月10日付のオリコンシングル週間ランキングにおいて、55枚目のシングル『笑顔の君は太陽さ/君の代わりは居やしない/What is LOVE?』が4作連続1位を獲得。シングルチャートの4作連続1位に関しては同グループにとっては初となり、結果的に同グループがこれまで持っていた2001年から2002年までの3作連続シングルチャート1位（『ザ☆ピ〜ス!』から『そうだ! We're ALIVE』まで）の記録を11年11か月ぶりに更新した[63]。
- 4月29日に山口県で行われた『モーニング娘。'14コンサートツアー春 〜エヴォリューション〜』で、8代目リーダーの道重さゆみが同年秋に開催予定のツアーの最終日をもってモーニング娘。'14およびハロー!プロジェクトを卒業することが発表された[64][65]。
- 5月5日に東京・中野サンプラザで行われた『モーニング娘。'14コンサートツアー春 〜エヴォリューション〜』昼公演で、同年10月5日に初のアメリカ・ニューヨークのBest Buy Theaterで単独ライブコンサートを開催することを発表した[66][67][68][69][70]。
- 9月30日、日本武道館で行われた『モーニング娘。'14コンサートツアー秋 GIVE ME MORE LOVE 〜道重さゆみ卒業記念スペシャル〜』にて、「モーニング娘。'14 ＜黄金(ゴールデン)＞オーディション！」の合格者である尾形春水、野中美希、およびハロプロ研修生からの昇格組である牧野真莉愛、羽賀朱音が12期メンバーとしてモーニング娘。'14に加入すると発表された[71][72]。当初は、ツアーに帯同し、本格的な活動は、2015年に「モーニング娘。'15」となってから行うと発表された。14人体制となった。
  - 牧野と羽賀はモーニング娘。初の2000年代および21世紀生まれのメンバーである。
- 11月26日、横浜アリーナで行われた『モーニング娘。'14コンサートツアー秋 GIVE ME MORE LOVE 〜道重さゆみ卒業記念スペシャル〜』をもって道重さゆみがモーニング娘。'14およびハロー!プロジェクトを卒業した。13人体制となった。
  - 道重の卒業により、8期までのメンバーは全員卒業となり、モーニング娘。およびハロー!プロジェクトから1980年代生まれのメンバーが消滅した。
  - 同公演のステージにて、譜久村聖が9代目リーダーに就任することと、生田衣梨奈のサブリーダー就任が発表された[73]。譜久村はリーダー就任時18歳0か月と28日で、歴代最年少でのリーダー就任となった（これまでの最年少は2代目リーダー飯田圭織の就任時19歳8か月と8日）。

## 2015年
- 10月29日、12月31日をもって鞘師里保がモーニング娘。'15を卒業することを発表[74]。ハロー!プロジェクトには引き続き在籍する[74]。
- 12月31日、中野サンプラザで行われた『Hello! Project COUNTDOWN PARTY 2015 〜 GOOD BYE & HELLO! 〜』をもって鞘師里保がモーニング娘。'15を卒業した[75]。12人体制となった。

## 2016年
- 1月2日、中野サンプラザで行われた『Hello! Project 2016 WINTER 〜DANCING! SINGING! EXCITING!〜』で13期メンバーオーディション「モーニング娘。'16 『新世紀』オーディション」の実施が発表された[76]。
- 1月11日付のオリコン週間ランキングにて60枚目のシングル『冷たい風と片思い/ENDLESS SKY/One and Only』が1位を獲得[77]。12期メンバーが加入してから初の首位獲得となった[78]。
- 2月7日、大阪で行われたシリアルイベントで鈴木香音が同年の春ツアー最終日をもって、モーニング娘。'16およびハロー!プロジェクトを卒業することが発表された[79]。
- 5月31日、日本武道館で行われた『モーニング娘。'16コンサートツアー春 〜EMOTION IN MOTION〜』の最終公演をもって鈴木香音がモーニング娘。'16およびハロー!プロジェクトを卒業した（同時に芸能活動も引退）[80]。また、13期メンバーオーディション「モーニング娘。'16 『新世紀』オーディション」の結果が「該当者なし」となり、再募集を行うことも発表された[81]。11人体制となった。
- 12月12日、日本武道館で行われた『モーニング娘。'16コンサートツアー秋〜MY VISION〜』にて、ハロプロ研修生からの昇格組である加賀楓、横山玲奈が13期メンバーとしてモーニング娘。'16に加入すると発表された。本格的な活動は、2017年に「モーニング娘。'17」となってから行うと発表された。13人体制となった。

## 2017年
- 4月29日、ロームシアター京都・メインホールにて行われた『モーニング娘。'17コンサートツアー春 〜THE INSPIRATION!〜』昼の部にて、工藤遥が同年秋ツアーをもってモーニング娘。'17およびハロー!プロジェクトを卒業することが発表された[82][83]。
- 6月26日、カントリー・ガールズの森戸知沙希がモーニング娘。'17に移籍し、カントリー・ガールズと兼任することが発表された[84]（14期メンバーとして加入）。14人体制となった。
- 11月3日、インディーズシングル『愛の種』発売20年となるこの日に、結成20周年を記念して再集結したオリジナルメンバー5人（中澤裕子、石黒彩、飯田圭織、安倍なつみ、福田明日香）と現役メンバーとのコラボレーションという形で『愛の種（20th Anniversary Ver.）』が、モーニング娘。20th（モーニングむすめ。トゥエンティース）名義で配信限定リリース[85]。
- 12月11日、日本武道館で行われた『モーニング娘。誕生20周年記念コンサートツアー2017秋 〜We are MORNING MUSUME。〜 工藤遥卒業スペシャル』をもって工藤遥がモーニング娘。'17およびハロー!プロジェクトを卒業した[86]。13人体制となった。

## 2018年
- 2月7日、モーニング娘。誕生20周年を記念したミニアルバム『二十歳のモーニング娘。』を『モーニング娘。20th』名義でリリース。OGメンバー（中澤裕子・石黒彩・飯田圭織・安倍なつみ・福田明日香・矢口真里・吉澤ひとみ・高橋愛・新垣里沙・藤本美貴・道重さゆみ）と現役メンバー（譜久村聖・生田衣梨奈・飯窪春菜・石田亜佑美・佐藤優樹・工藤遥[注 3]・小田さくら・尾形春水・野中美希・牧野真莉愛・羽賀朱音・加賀楓・横山玲奈・森戸知沙希）が参加[87][88]。
- 3月27日、同年6月20日に行われる「モーニング娘。誕生20周年記念コンサートツアー2018春〜We are MORNING MUSUME。〜」日本武道館公演をもって尾形春水がモーニング娘。'18およびハロー!プロジェクトを卒業することが公式サイトにて発表された[89]。
- 6月20日、日本武道館で行われた『モーニング娘。誕生20周年記念コンサートツアー2018春〜We are MORNING MUSUME。〜ファイナル 尾形春水卒業スペシャル』をもって尾形春水がモーニング娘。'18およびハロー!プロジェクトを卒業（同時に芸能活動も一時引退）した[90]。12人体制となった。
- 6月25日付のオリコン週間ランキングにて65枚目のシングル『Are you Happy?/A gonna』が初登場1位を獲得[91]。13期・14期メンバーが加入してから初の首位獲得となった。
- 8月12日、茨城・国営ひたち海浜公園で催された国内最大規模のロックフェス『ROCK IN JAPAN FESTIVAL 2018』にLAKE STAGEで初参加を果たす[92]。
- 8月17日、同年9月以降に行われる「モーニング娘。’18コンサートツアー秋〜GET SET, GO!〜」最終公演をもって飯窪春菜がモーニング娘。'18およびハロー!プロジェクトを卒業することが公式サイトにて発表された。ただし、同グループ卒業後もこれまで通り芸能活動は継続する[93]。
- 12月13日、野中美希が同年12月下旬から翌年2月中旬までモーニング娘。の活動を休止し、短期留学をすることが発表された[94]。
- 12月16日、日本武道館で行われた『モーニング娘。'18コンサートツアー秋〜GET SET, GO!〜ファイナル 飯窪春菜卒業スペシャル』をもって飯窪春菜がモーニング娘。'18およびハロー!プロジェクトを卒業した[95]。11人体制となった。
- 12月31日、中野サンプラザで行われた『Hello! Project 20th Anniversary!! Hello! Project COUNTDOWN PARTY 2018 〜GOOD BYE & HELLO!〜』第1部にて、石田亜佑美がサブリーダーに就任したことが発表された[96]。

## 2019年
- 1月2日、中野サンプラザで行われた『Hello! Project 20th Anniversary!!  Hello! Project 2019 WINTER 〜YOU & I〜』にて、『モーニング娘。'19 LOVEオーディション』の開催が発表された[97]。
- 2月17日、モーニング娘。としては初のディナーショーがグランドプリンスホテル新高輪・飛天にて開催された[98]。
- 4月1日付のオリコン週間アルバムランキングにてベストアルバム『ベスト! モーニング娘。20th Anniversary』が初登場1位を獲得[99]。同グループのオリコン週間アルバムランキング初登場1位は2003年リリースの5thアルバム『No.5』以来16年ぶり、通算4作目である。
- 6月22日、自身のYouTubeチャンネルに生配信された『ようこそ!モーニング娘。'19 新メンバーお披露目特番!』にて、「モーニング娘。'19 LOVEオーディション」の合格者である北川莉央、岡村ほまれ、およびハロプロ研修生北海道からの昇格組である山﨑愛生が15期メンバーとしてモーニング娘。'19に加入すると発表された。14人体制となった[100]。
  - 北川、岡村は12期の尾形、野中以来、4年8か月と22日ぶりの一般応募による加入となった。
- 8月10日、茨城・国営ひたち海浜公園で催されたロックフェス『ROCK IN JAPAN FESTIVAL 2019』にグループとして2度目の参加。フェスティバル最大のステージであるGRASS STAGEでライブを行った[101]。
- 12月26日に開催されたカントリー・ガールズのライブをもって森戸知沙希がカントリー・ガールズを卒業し、モーニング娘。専任となった[102]。

## 2021年
- 4月12日付のオリコン週間デジタルアルバムランキングにて16thアルバム『16th〜That's J-POP〜』が初登場1位を獲得[103]。同グループのオリコン週間デジタルアルバムランキング初登場1位はグループ史上初である。
- 9月24日、2021年12月13日に日本武道館で行われるモーニング娘。'21の単独コンサートをもって佐藤優樹がモーニング娘。'21およびハロー!プロジェクトを卒業することが公式サイトにて発表された。ただし、同グループ卒業後もこれまで通り音楽活動は継続する[104]。
- 12月1日、公式TikTokアカウントを開設[105]。
- 12月13日、日本武道館で行われた『モーニング娘。'21 コンサート Teenage Solution 〜佐藤優樹 卒業スペシャル〜』をもって佐藤優樹がモーニング娘。'21およびハロー!プロジェクトを卒業した[106]。13人体制となった。

## 2022年
- 1月2日、Juice=Juiceと合同での新メンバーオーディション「ハロー!プロジェクト「モーニング娘。'22」「Juice=Juice」合同新メンバーオーディション」を開催することが発表された[107]。
- 2月28日、同年6月20日に行われるモーニング娘。'22の日本武道館公演をもって森戸知沙希がモーニング娘。'22およびハロー!プロジェクトを卒業することが公式サイトにて発表された[108]。
- 6月20日、日本武道館で行われた『モーニング娘。'22 CONCERT TOUR 〜Never Been Better!〜 森戸知沙希卒業スペシャル』をもって森戸知沙希がモーニング娘。'22およびハロー!プロジェクトを卒業した[109]。12人体制となった。
- 6月29日、ハロー!プロジェクトのYouTubeチャンネル『ハロ!ステ』に生配信された『ハロ!ステ特別編 ハロー!プロジェクト「モーニング娘。'22」「Juice=Juice」合同新メンバーオーディション 合格発表スペシャル!!』にて、「ハロー!プロジェクト『モーニング娘。'22』『Juice=Juice』合同新メンバーオーディション」の合格者である櫻井梨央が16期メンバーとしてモーニング娘。'22に加入すると発表された。13人体制となった[110]。
- 9月3日、同月以降に行われる「Hello! Project 2022 Autumn CITY CIRCUIT モーニング娘。'22 25th ANNIVERSARY CONCERT TOUR 〜SINGIN' TO THE BEAT〜」最終公演をもって加賀楓がモーニング娘。'22およびハロー!プロジェクトを卒業することが公式サイトにて発表された[111]。
- 9月14日、神奈川県民ホールで行われた『モーニング娘。'22 結成25周年記念FCイベント 〜娘。×FAN×Fun!×大感謝祭!〜』にて、『モーニング娘。25周年記念 オーディション 明日を作るのは君』の開催が発表された[112]。
- 11月10日、9期メンバーの譜久村聖と生田衣梨奈がモーニング娘。加入から4330日を数えたことに伴い、道重さゆみを抜き、在籍期間歴代最長記録を更新した[113]。
- 12月10日、日本武道館で行われた『モーニング娘。'22 25th ANNIVERSARY CONCERT TOUR 〜SINGIN' TO THE BEAT〜加賀楓卒業スペシャル』をもって加賀楓がモーニング娘。'22およびハロー!プロジェクトを卒業した[114]。12人体制となった。
- 12月27日、2023年秋に行われるツアーをもって、9代目リーダーの譜久村聖がモーニング娘。'23およびハロー!プロジェクトを卒業することが公式サイトにて発表された[115]。

## 2023年
- 1月2日付のオリコン週間ランキングにて72枚目のシングル『Swing Swing Paradise/Happy birthday to Me!』が初登場1位を獲得[116]。15期・16期メンバーが加入してから初の首位獲得となった。
- 5月23日、ハロー!プロジェクトの公式サイトにて、「モーニング娘。25周年記念 オーディション 明日を作るのは君」の合格者である井上春華、弓桁朱琴が17期メンバーとしてモーニング娘。'23に加入すると発表された。14人体制となった[117]。
- 11月25日、譜久村聖の卒業に先立ち、同年11月30日より9期メンバーの生田衣梨奈が10代目リーダーに就任し、サブリーダーに小田さくらが新たに就任することが発表された。石田亜佑美はサブリーダーを継続する[118]。
- 11月29日、横浜アリーナで行われた『モーニング娘。'23 コンサートツアー秋「Neverending Shine Show 〜聖域〜」譜久村聖 卒業スペシャル』をもって、譜久村聖がモーニング娘。'23およびハロー!プロジェクトから卒業した[119]。13人体制となった。
  - 譜久村の卒業により、生田が単独でモーニング娘。在籍期間歴代最長となった。

## 2024年
- 5月26日、同年秋に行われるツアーをもって、石田亜佑美がモーニング娘。'24およびハロー!プロジェクトを卒業することがハロー!プロジェクトの公式サイトにて発表された[120]。
- 8月26日付のオリコン週間ランキングにて74枚目のシングル『なんだかセンチメンタルな時の歌/最KIYOU』が初登場1位を獲得[121]。17期メンバーが加入してから初の首位獲得となった。
- 12月6日、横浜アリーナで行われた『モーニング娘。'24 コンサートツアー秋 WE CAN DANCE !〜Blå Eld〜石田亜佑美 FINAL』をもって、石田亜佑美がモーニング娘。'24およびハロー!プロジェクトから卒業した[122]。12人体制となった。

## 2025年
- 1月2日、同年春に行われるツアーをもって、生田衣梨奈がモーニング娘。'25およびハロー!プロジェクトを卒業することがハロー!プロジェクトの公式サイトにて発表された[123]。
- 4月17日、北川莉央が「ハロー!プロジェクトのルールに反する事案」を理由として、当面の間活動休止することが発表された[124]。
- 7月1日、生田衣梨奈の卒業に先立ち、同年7月9日より12期メンバーの野中美希が11代目リーダーに就任し、サブリーダーに牧野真莉愛が新たに就任することが発表された。小田さくらはサブリーダーを継続するが、2026年をもってモーニング娘。'26およびハロー!プロジェクトを卒業することがハロー!プロジェクトの公式サイトにて発表された[125]。
- 7月4日、活動休止中の北川莉央について、同年秋ごろの活動再開を目指して準備を進めていること、一方で、同月8日に予定されている日本武道館公演、および夏に開催予定のハロー!プロジェクトのコンサートツアーについては全日程欠席することが発表された[126]。
- 7月8日、日本武道館で行われた『モーニング娘。'25 コンサートツアー春 Mighty Magic DX〜生田衣梨奈を見送って〜』をもって、生田衣梨奈がモーニング娘。'25およびハロー!プロジェクトから卒業した[127]。11人体制となった。
  - 生田の卒業により、モーニング娘。結成前に生まれたメンバーがいなくなった。
- 7月10日、同年秋に行われるツアーをもって、羽賀朱音と横山玲奈がモーニング娘。'25およびハロー!プロジェクトを卒業し、ともに芸能活動を終了することがハロー!プロジェクトの公式サイトにて発表された[128]。